# Gârbovi
Gârbovi est une commune du județ de Ialomița en Roumanie.